# Hedwig Buschmann
Hedwig Ferdinande Wilhelmine Christine Buschmann (* 7. Dezember 1872 in Köln; † 20. Oktober 1950 in Marburg) war eine deutsche Konzertpianistin, Bildhauerin und Entwerferin von Reformkleidung.

## Leben

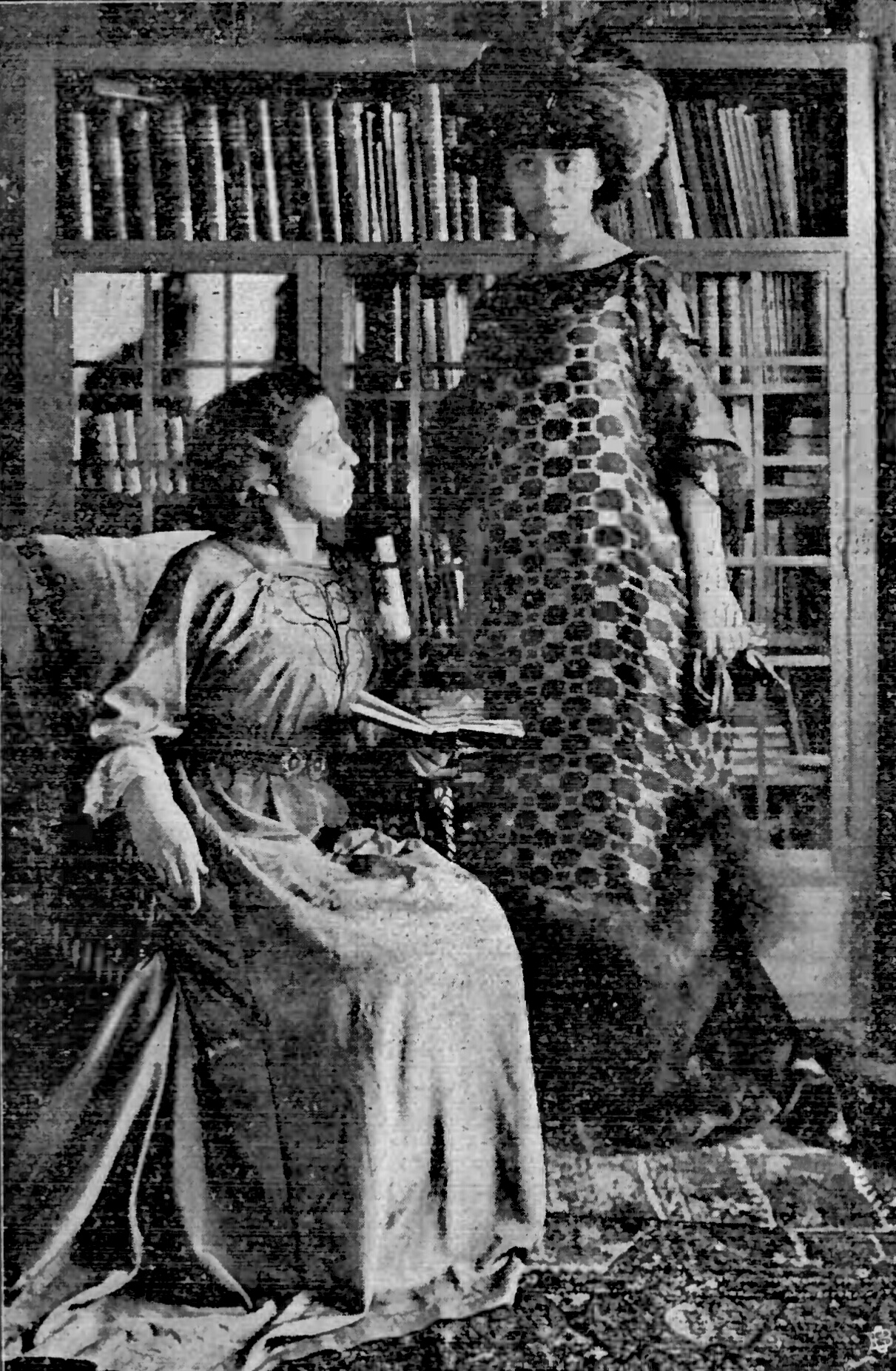
Aufnahme aus der 1911 im Schabbelhaus Lübeck veranstalteten Modenschau „Neue Frauen-Kostüme“ mit Entwürfen Hedwig Buschmanns

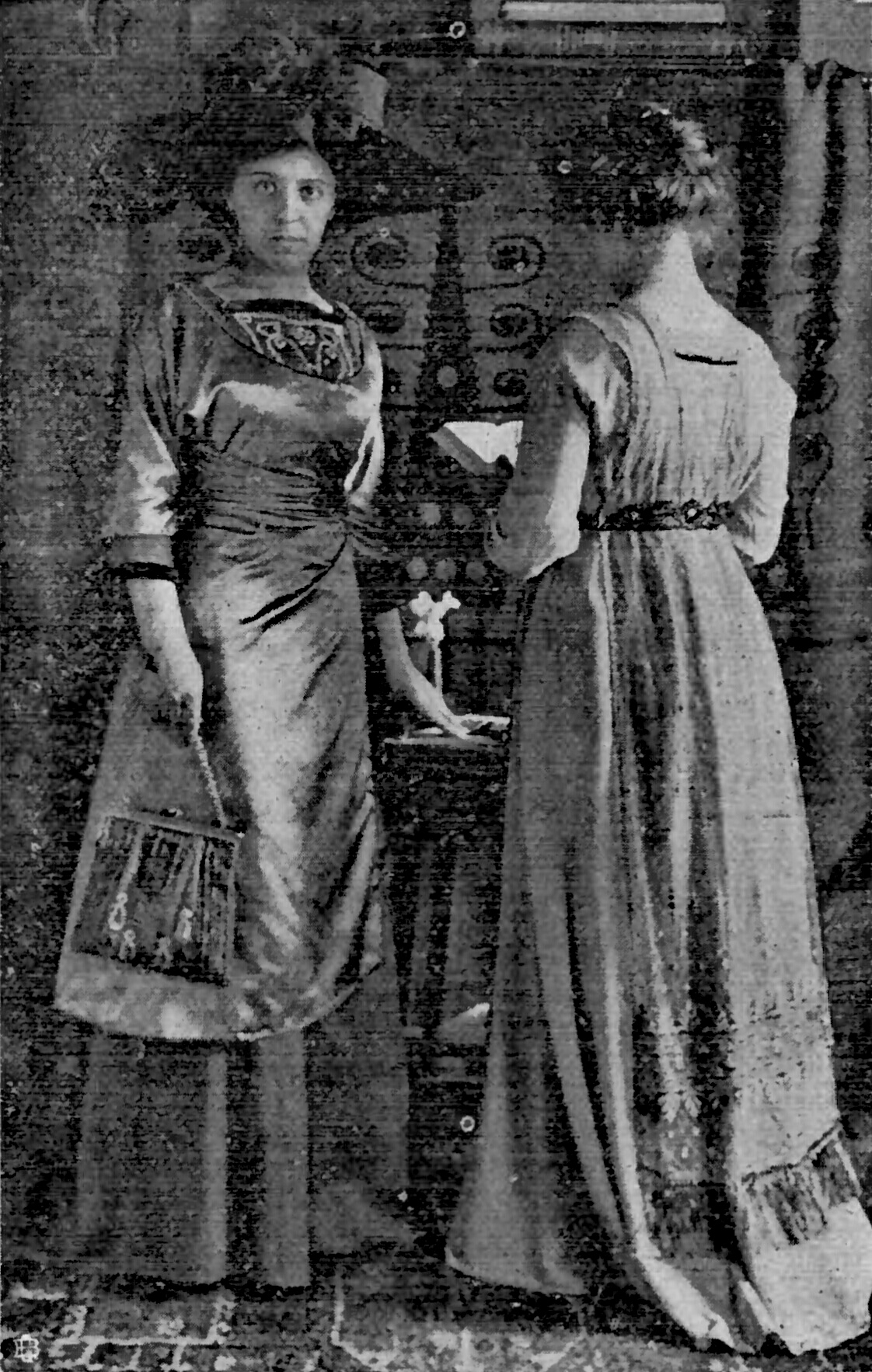
Weitere Aufnahme von derselben Modenschau, 1911

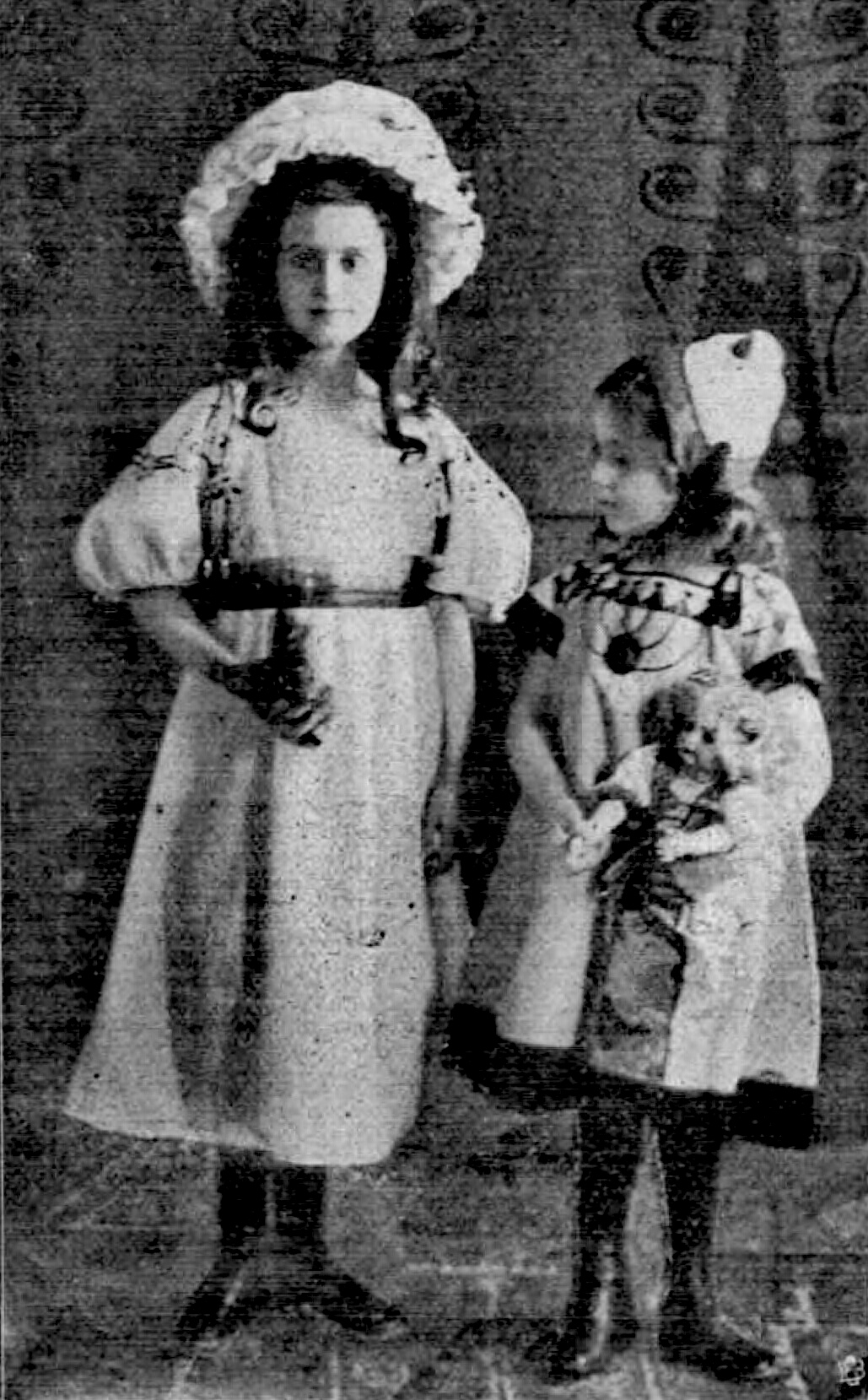
Kindermode aus derselben Modenschau, 1911

Hedwig Buschmann war die Tochter von Joseph und Christine Buschmann, geborene Giese. Wie ihre ältere Schwester, die Malerin und Grafikerin Mechthild Czapek-Buschmann, wählte sie einen künstlerischen Beruf. Als Pianistin trat sie nach einer Ausbildung am Konservatorium Köln, das sie 1894/1895 unter Max Pauer besucht hatte, in Konzerten auf. Als Bildhauerin schuf sie Gesichtsplastiken, etwa von Ludwig van Beethoven oder Eleonora Duse.
In einer feministisch inspirierten Berliner Gruppe Gleichgesinnter, zu der Jeannie Watt, Doris Kiesewetter und Hermine Steffahny gehörten, erwarb sie sich einen Namen als Entwerferin von Reformkleidung. Hierzu erläuterte sie, dass sie sich durch Vorträge des Kunsthistorikers Johannes Andreas Jolles über griechische und frühmittelalterliche Gewandung dazu habe anregen lassen, eine „neue Frauentracht“ zu entwerfen, die die Bewegung ihrer Trägerinnen weniger hemme und sich „in ihrer ehrlichen Einfachheit bald eingebürgert haben“ werde. Aufgrund seiner Studien zu griechischen und frühmittelalterlichen Gewändern hatte Jolles 1909 in Vorträgen, die er an der Unterrichtsanstalt des Kunstgewerbemuseums Berlin hielt, darauf hingewiesen, dass derartige Gewänder auf einfachen geometrischen Schnitten beruhten, insbesondere auf dem Rechteck und der Kreisform. Buschmann konkretisierte diesen Gedanken daraufhin in ihren Entwürfen und verbreitete ihn durch ihre Schriften, zu denen ihre Schwester beitrug, indem sie ihre Entwürfe künstlerisch illustrierte.
Zu ihren Entwürfen erklärte Buschmann: „Bei meiner neuen Frauentracht (…) spielt die Schere eine absolut untergeordnete Rolle. Die Stoffe büßen, fast oder ganz unverschnitten verwandt, nichts.“
Ihre lose geschnittenen Kleider konnten von fast allen Figuren getragen werden und eigneten sich für die Produktion auf Vorrat. Die Forderung der hygienisch orientierten Fraktion der Kleiderreform, dass die Maße für Ober- und Unterbekleidung bei der tiefsten Einatmung genommen werden müssten, erfüllten sie spielend. Ihr Berliner Atelier befand sich am Kurfürstendamm.
Buschmann wohnte zuletzt in Marburg. Sie starb 1950 unverheiratet im Alter von 77 Jahren in der dortigen medizinischen Klinik, heute Teil des Universitätsklinikums Gießen und Marburg. Die Sterbeurkunde führt als wahrscheinliche Todesursuche einen Suizid durch Schlafmittelvergiftung an.

## Schriften (Auswahl)
- Die neue Frauentracht. In: Neue Frauenkleidung und Frauenkultur. Nr. 4, S. 35.
- Neue Frauentracht. Mit 9 farbigen Modebildern von Mechthild Buschmann-Czapek. Berlin [ca. 1910].
- Das Bühnenkleid der Zukunft. Berlin 1910.
- Hedwig Buschmann’s neue Frauentracht. Berlin 1911.

## Rezeption
Der Kleidungshistoriker Max von Boehn schrieb 1918 über ihren Reformansatz:

„Eine Reform innerhalb der Reform stellt das originelle System dar, das Hedwig Buschmann in ihrer neuen Frauentracht geltend macht. Auf diese Erfindung darf man wirklich einmal das oft mißbrauchte Wort ‚eigenartig‘ mit Recht anwenden. Die Künstlerin denkt an die Rückkehr zu Echtheit und Sachlichheit in Kunst und Kunstgewerbe und wendet sich daher gegen den Zuschnitt als unecht, weil er die Achtung vor dem Material aus den Augen setzt. Sie mißbilligt, daß der Stoff erst zerschnitten und dann wieder zusammengefügt wird, und sie strebt die Schöpfung einer Tracht an, die ohne Schere und Nadel zustande kommt. In ihren Prinzipien sieht sie als Grundform den einfachen Hemdenschnitt mit angeschnittenen Armen und einfachstem Verschluß vor, dann sind die Kleider, was sie scheinen, zugleich leicht und bequem. Sie verwirft das Futter und will, wo es nicht zu entbehren ist, aparte Kleider von Futterstoff tragen lassen. Sie konstruiert ihren Kleiderschnitt entweder aus der Hemdform oder aus Quadraten, Rechtecken und Halbkreisen, dadurch erhält sie die Möglichkeit, ein Kleid auf die verschiedenste Weise anzuordnen und zugleich die große Bequemlichkeit, daß alles ohne fremde Hilfe angelegt werden kann, abgelegt aber wie ein Schal im Schubfach aufbewahrt wird. ‚Das Material ist fast gar nicht zerschnitten,‘ äußert sich die Erfinderin in ihrem Lehrbuch, ‚dadurch behalten die Stoffe ihren schönen Faltenwurf und ihren Wert. Die Echtheit des Aufbaues wird durchaus gewahrt. Alle unter dem Überkleid sichtbar werdenden Teile gehören einem einheitlichen Unterkleid an, das auch allein getragen werden kann. In Acht und Bann getan sind falsche Röcke, eingesetzte Westen und Ärmel, Knöpfe, die nicht zum Knöpfen da sind, und andere überflüssige Verzierungen. Auch die üblichen Schneiderzutaten werden auf das geringste Maß beschränkt. Für ein nach diesen Grundsätzen hergestelltes Kleid ist etwa ein Drittel der Zeit nötig, die man zur Anfertigung eines Modekleides braucht.‘ Der Buschmann-Schnitt vereinigt nach Angabe der Künstlerin ‚die sachlich vornehme Schönheit des Griechengewandes mit den hygienischen Eigenschaften des Reformkleides und dem anmutigen Reiz einer Pariser
Toilette‘. Die Entwürfe sind in der Tat überraschend einfach, die ausgeführten Gewänder recht kleidsam. Hedwig Buschmann ist es um eine Reform der Technik zu tun. Sie will die Schneiderkunst reformieren, nicht die Kleider. Das zeigt sich sehr deutlich darin, daß ihr Schnitt jeder Mode gerecht wird. Sie begann mit langen, schleppenden Gewändern, die ganz besonders glücklich geraten waren, und stellt jetzt die völlig fußfreien der gegenwärtigen Mode her. Dieser Umstand qualifiziert ihre Erfindung zum Bühnenkleid der Zukunft, ist sie doch imstande, ein Kleid durch Zuhilfenahme einiger Überkleider und sonstiger Zutaten in 10 bis 12 verschiedene Kostüme zu verwandeln. Diese Veränderungsfähigkeit, die der Schnitt erlaubt, macht das Buschmann-Kleid sehr verwertbar, es ist das Universalkleid für alle Gelegenheiten.“